# Обзол

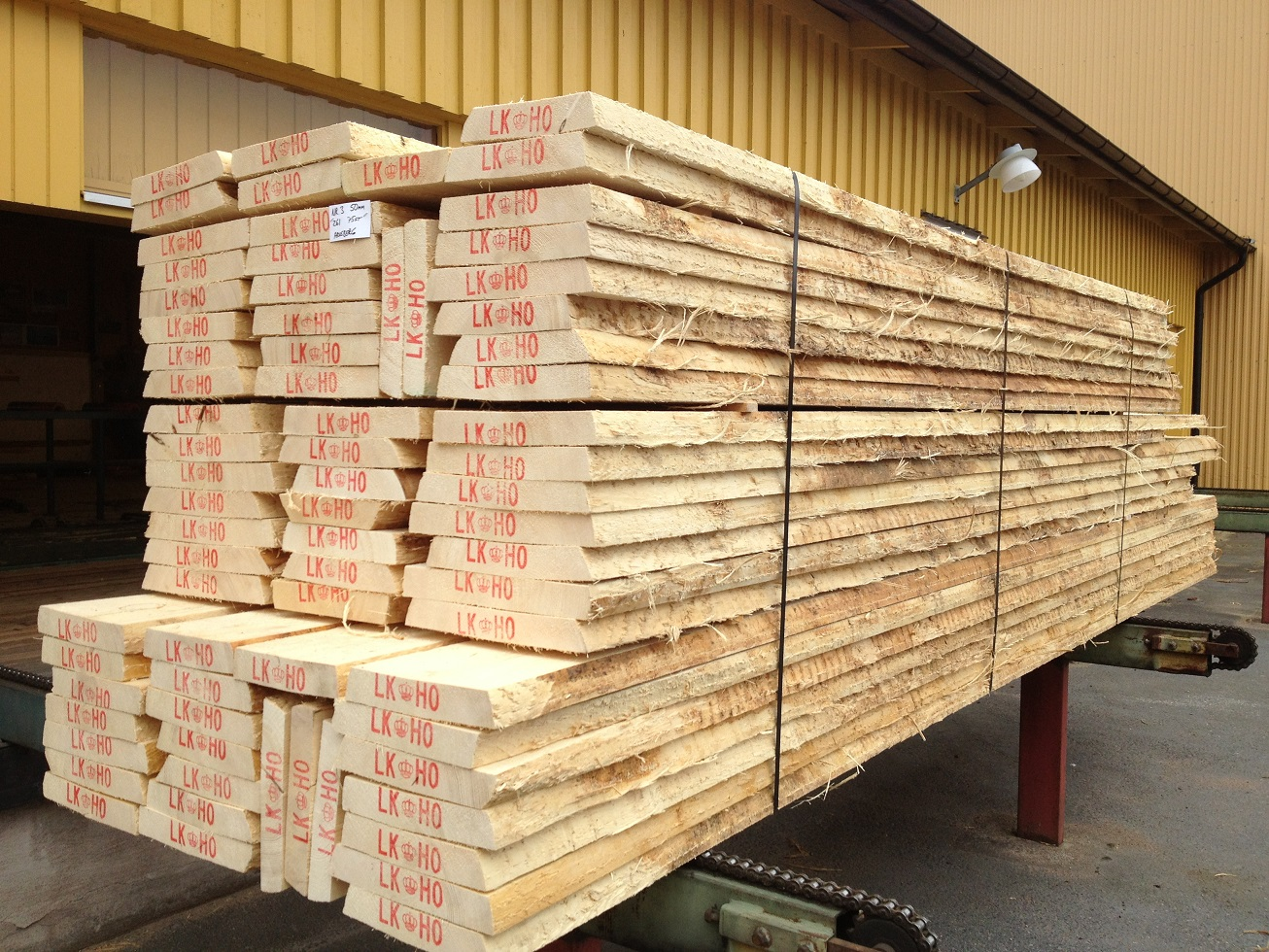
Доска с обзолом

Обзо́л — часть боковой поверхности бревна, сохранившаяся на пиломатериале или иной деревянной детали после его распиловки.
Виды обзола
Обзол подразделяют на два вида:
- тупой обзол — обзол, занимающий часть ширины кромки.
- острый обзол — обзол, занимающий всю ширину кромки.

Обзол может присутствовать как на одной, так и на обеих кромках доски.
Влияние на качество пиломатериалов
Обзол ограничивает область применения материала, требует дополнительной обработки. По наличию обзола пиломатериалы подразделяются на обрезные и необрезные. Обрезные пиломатериалы характеризуются тем, что обзол у них не превышает допустимого значения (регламентируется государственными стандартами).
Измерение обзола
Обзол измеряют по его длине и максимальному уменьшению ширины сторон изделия (в линейных единицах или долях размеров).